# Nicholas Mayall
Nicholas Ulrich Mayall (9 de mayo de 1906 - 5 de enero de 1993) fue un astrónomo observacional estadounidense. Después de obtener su doctorado en la Universidad de California, Berkeley, trabajó en el Observatorio Lick, donde permaneció desde 1934 hasta 1960, excepto por un breve período de estancia en el Laboratorio de Radiación del MIT durante la Segunda Guerra Mundial. 
Durante su época en el Observatorio Lick, contribuyó al conocimiento astronómico de las nebulosas, las supernovas, los movimientos internos de galaxias espirales, los desplazamientos al rojo de las galaxias y el origen, edad y tamaño del Universo. Jugó un papel importante en la planificación y construcción del telescopio reflector de 120 pulgadas (3,05 m) del Observatorio Lick, lo que representó una mejora importante respecto al anterior instrumento de 36 pulgadas (0,91 m). 
Desde 1960, pasó 11 años como director del Observatorio Nacional Kitt Peak, hasta su jubilación en 1971. Bajo su liderazgo, este último observatorio y el Observatorio Interamericano del Cerro Tololo, se convirtieron en dos de los principales observatorios de investigación del mundo, equipados con telescopios de primer nivel. Mayall fue responsable de la construcción del telescopio reflector de Kitt Peak de 4 metros (157,5 plg) de apertura, que lleva su nombre. Cuando Mayall murió en 1993, sus cenizas se extendieron en lo alto de una cresta de Kitt Peak. 

## Primeros años

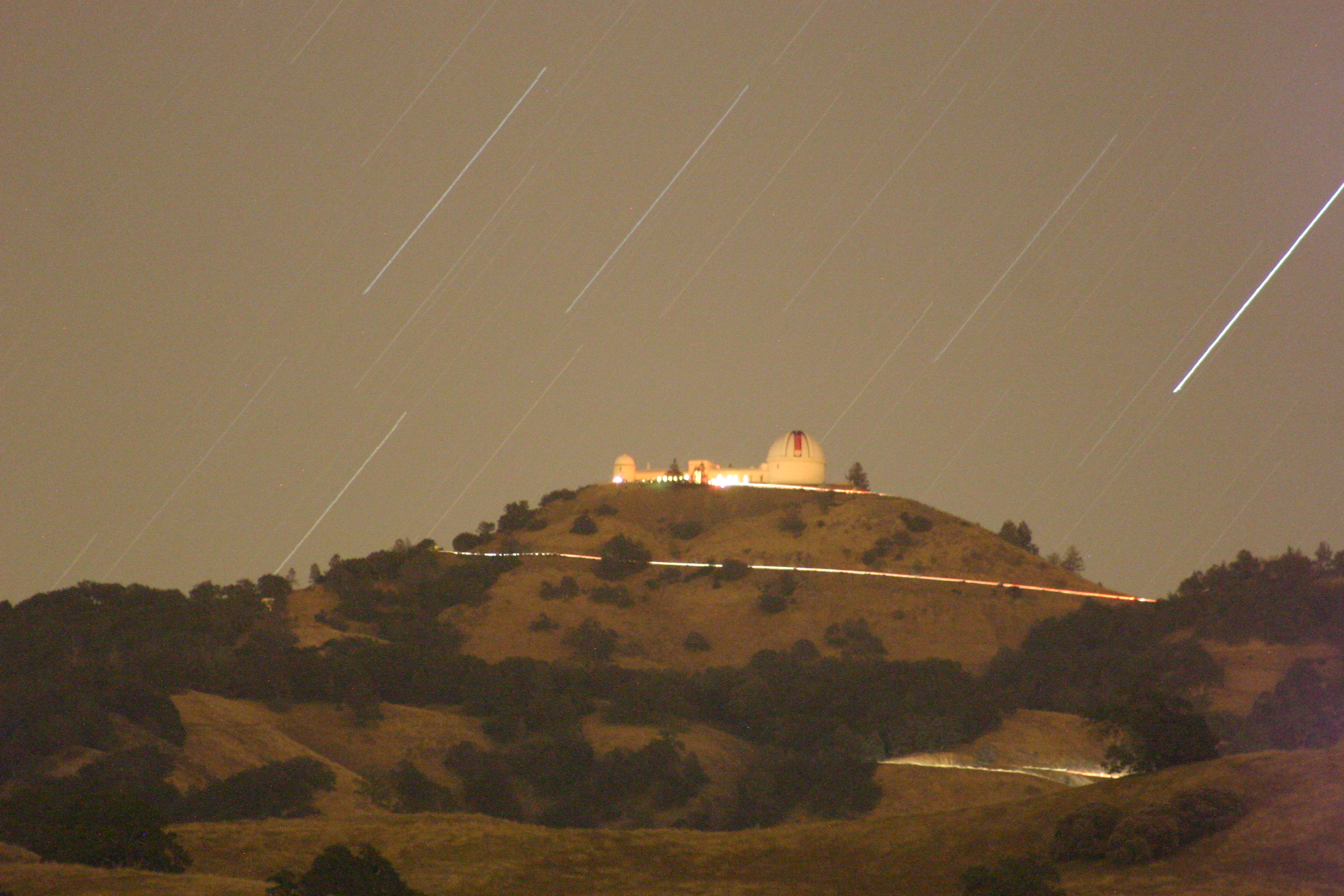
El Observatorio Lick por la noche

El padre de Mayall, Edwin L. Mayall, Sr., era ingeniero de una empresa de fabricación en Illinois. Su madre, Olive Ulrich Mayall, a pesar de no asistir nunca a la universidad, procuró una excelente educación a Mayall y a su hermano menor (Edwin, Jr., nacido en 1907). Tras el nacimiento de su hermano, la familia se mudó al área de Modesto (California), donde Mayall ingresó en el primer grado escolar. Poco antes de 1917, se mudaron nuevamente a Stockton, donde permanecieron hasta 1924, coincidiendo con la graduación de Mayall en la Stockton High School (excepto por un breve regreso a Peoria, Illinois, entre 1918-1919). Durante este período, presumiblemente durante sus años de escuela secundaria, los padres de Mayall se divorciaron.
Durante su último año en Stockton, en el otoño de 1923, Mayall fue secretario del club de ciencias de la escuela y organizó una visita al Observatorio Lick. Su padre le permitió usar su automóvil, un Moline Knight, con el que pudo llevar a los miembros del club por el camino de montaña de tierra y grava que conduce al observatorio. Esta fue la primera visita de Mayall al observatorio donde pasaría gran parte de su carrera. Después de visitarlo, leyó todos los libros de astronomía disponibles en las bibliotecas locales, aunque en ese momento todavía no imaginaba que la astronomía iba a ser su profesión.

## Universidad
En el otoño de 1924, Mayall se matriculó en la Universidad de California, Berkeley, estudiando para obtener un título en minería. Se instaló con su madre en un apartamento en la avenida Durant y trabajó en la biblioteca de la universidad para contribuir al sustento de la familia. En general, le fue bien en la universidad, y finalmente fue elegido para las sociedades de honor Sigma Xi y Phi Beta Kappa. Sin embargo, en los exámenes intermedios de su segundo año, obtuvo bajas calificaciones en el laboratorio de mineralogía y química. En una reunión con el decano para discutir sus calificaciones, este último se dio cuenta de que Mayall era daltónico, lo que le impedía observar pequeños cambios de color en los ensayos a la llama, y también le impedía ver pequeños cambios de color en precipitaciones y titulaciones. El asesor de Mayall le recomendó que cambiara su especialidad, ya que no podría graduarse como ingeniero de minas con tal discapacidad.
La madre de Mayall lo alentó a estudiar lo que más le interesaba, y a hacerlo bien, por lo que consideró la astronomía como una alternativa a la minería. Después de preguntar a muchos profesores en el departamento de astronomía si disfrutaban de su trabajo y si ganaban un salario adecuado, quedaron satisfechos con sus respuestas. Mayall se transfirió al Colegio de Letras y Ciencias para especializarse en astronomía. Esto no lo retrasó en sus requisitos de grado porque casi todos sus estudios de primer año habían sido en ciencias físicas básicas y matemáticas. Finalmente, descubrió que disfrutaba mucho de la astronomía y decidió iniciar un curso de estudios de posgrado, seguido de una carrera como científico investigador.
Después de graduarse en 1928, eligió permanecer en Berkeley, ya que tenía el mejor programa de posgrado de la época en astronomía. Sin embargo, pospuso temporalmente su título avanzado y comenzó a trabajar como computadora humana en el Observatorio del Monte Wilson desde 1929 hasta 1931, donde asistió a destacados astrónomos como Edwin Hubble, Paul W. Merrill y Milton Humason. Esta actividad se tradujo en su coautoría de documentos sobre la masa y la órbita de Plutón con Seth Barnes Nicholson, poco después del descubrimiento del planeta enano.
Regresó a Berkeley en 1931 para realizar estudios de posgrado. Su tema de tesis, sugerido por Hubble, era contar el número de galaxias por unidad de área en el cielo en función de la posición en placas directas tomadas con el telescopio Crossley del Observatorio Lick, complementado los recuentos que el propio Hubble estaba haciendo usando los telescopios de 60 pulgadas (1,52 m) y 100 pulgadas (2,54 m) del Observatorio del Monte Wilson. Mayall completó con éxito su tesis y obtuvo su doctorado en 1934. Hubble le felicitó por su trabajo, aunque nunca se lograron resultados significativos (tampoco Hubble) debido a la falta de estándares de magnitud precisos para las galaxias débiles que se midieron, y por la tendencia muy fuerte de las galaxias a agruparse (entonces desconocida).
Mientras trabajaba en su tesis, Mayall tuvo la idea de diseñar un pequeño y sensible espectrógrafo sin hendiduras, optimizado para nebulosas y galaxias. Pensaba que si se usaba junto con el reflector Crossley haría que esa instalación fuera competitiva para al menos parte del trabajo que Humason y Hubble estaban haciendo con el telescopio más grande del Monte Wilson. Nunca esperó poder competir con el telescopio de 100 pulgadas (2,54 m) para observar estrellas o galaxias elípticas, que tienen núcleos condensados y relativamente brillantes. El espectrógrafo debía usarse en su lugar para estudiar nebulosas gaseosas extendidas de bajo brillo superficial o galaxias irregulares. El asesor de tesis de Mayall, William Hammond Wright, y el entonces jefe del programa de espectroscopía estelar del Observatorio Lick, Joseph Haines Moore, lo alentaron a desarrollar su espectrógrafo. El dispositivo fue construido por el propio taller del Observatorio Lick, y demostró ser más eficiente para objetos extendidos de bajo brillo superficial, particularmente en la parte ultravioleta del espectro, lo que confirmó las expectativas de Mayall. Con el fuerte apoyo de Wright, Mayall había usado cuarzo fundido para hacer ópticas de transmisión ultravioleta, mientras que los espectrógrafos del Monte Wilson utilizaban lentes de vidrio y prismas pesados, que absorbían la radiación ultravioleta.

## Observatorio Lick

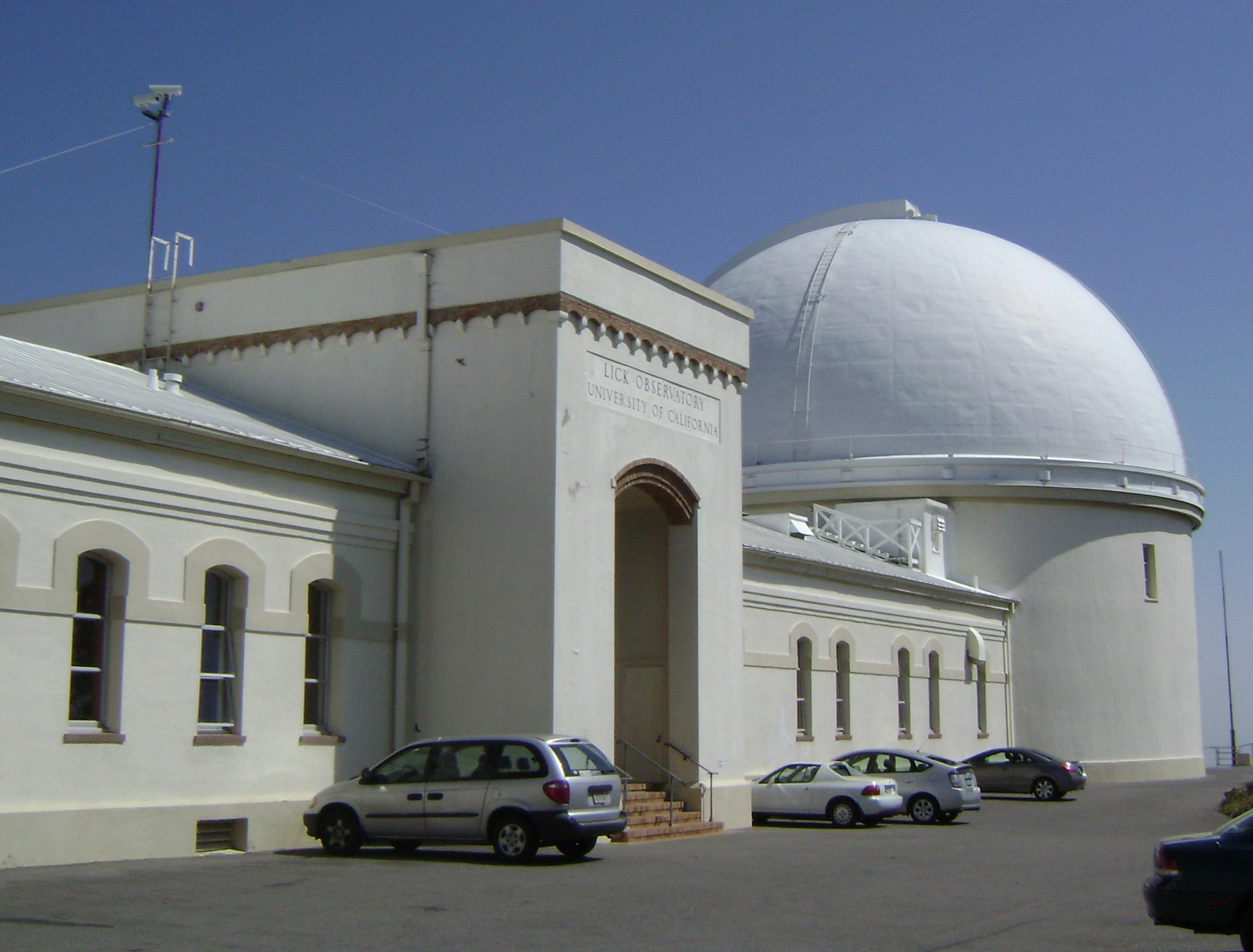
El edificio principal del Observatorio Lick y la Cúpula Sur, que alberga el telescopio sur

Si bien Mayall esperaba incorporarse al equipo de Mount Wilson al obtener su doctorado, no se produjeron vacantes durante la Gran Depresión, lo que provocó que tuviera que comenzar su carrera en el Observatorio Lick, obteniendo una plaza por la renuncia del segundo conserje. Consiguió un puesto de un año como asistente de observación, con tareas de limpieza limitadas a mantener limpios los cuartos oscuros y las salas de instrumentos. Al año siguiente, se incorporó un puesto de astrónomo experto al departamento de la Universidad de Berkeley, y el salario correspondiente se dividió entre Mayall y otro joven astrónomo, Arthur Bambridge Wyse.
El 30 de junio de 1934, Mayall se casó con Kathleen (Kay) Boxall de Los Ángeles, a quien había conocido durante sus dos años en Pasadena. Vivían en un modesto apartamento, que formaba parte de un pequeño grupo de edificios situado en la cima del monte Hamilton, donde residían todos los astrónomos del Observatorio Lick por entonces.
Usando su espectrógrafo recién construido, fue el primero en determinar las velocidades radiales de muchos nudos de gas en la Nebulosa del Cangrejo. Utilizando estos datos y la tasa de expansión angular de la nebulosa publicada anteriormente, pudo estimar su distancia. En consecuencia, se convirtió en la primera persona en reconocer y demostrar que la Nebulosa del Cangrejo era el remanente de una supernova observada y registrada en 1054 (SN 1054), en lugar de una nova clásica. Walter Baade se convirtió en un elemento clave para estimular y aconsejar a Mayall después de 1939, asumiendo el papel previamente ocupado por Hubble.
En 1941, junto con Arthur Wyse y Lawrence Aller, estudió la rotación de las galaxias cercanas y descubrió que había mucha materia que era demasiado débil para ser observada, pero que podía detectarse a través de su efecto gravitacional. Pasó unos tres años, hasta 1942, investigando 50 cúmulos globulares de la Vía Láctea, y descubrió que la Vía Láctea tenía aproximadamente la mitad de la masa de la que se suponía anteriormente.
Mientras permaneció en el Observatorio Lick, colaboró en un proyecto de 20 años de duración con los astrónomos de Monte Palomar y del Monte Wilson sobre la teoría del Big Bang para explicar el comienzo del Universo. Junto con Milton L. Humason y Allan R. Sandage, escribió un artículo de 1956 concluyendo que la edad del Universo era de seis mil millones de años (tres veces la estimación anterior y aproximadamente la mitad del valor moderno), y su tamaño tres veces mayor de lo que se pensaba hasta entonces.

## Segunda Guerra Mundial
Después de que Estados Unidos entró en la Segunda Guerra Mundial, Mayall aceptó un puesto en el Laboratorio de Radiación del MIT en Cambridge, Massachusetts, para trabajar en el desarrollo del radar. Comenzó su trabajo a principios de 1942 en Cambridge, que fue la única vez durante su vida adulta que residió fuera de California o Arizona. Sin embargo, el clima de Massachusetts era diferente al de California, al que él y su familia estaban acostumbrados, y a mediados de 1943 solicitó el traslado a Pasadena, a las Oficinas del Observatorio del Monte Wilson. Muchos proyectos de la Oficina de Investigación y Desarrollo Científico (OSRD por sus siglas en inglés) en tiempos de guerra relacionados con la óptica, la artillería antiaérea, la fotografía aérea y las tácticas de bombardeo, ya se habían iniciado. Insatisfecho con la gestión de su proyecto, y sintiendo que su talento no estaba siendo bien utilizado, en febrero de 1944 obtuvo un traslado a Caltech para trabajar en el desarrollo de grandes cohetes. Allí se convirtió en un experto en fotografía de alta velocidad, que se utilizó para analizar las trayectorias de los cohetes. En la primavera de 1945, se le asignó al proyecto secreto destinado a fabricar la primera bomba atómica (el Proyecto Manhattan), que también requería fotografías de alta velocidad. Visitó el Laboratorio Nacional de Los Álamos dos veces, incluso una vez en el momento de la Prueba Trinity. El 1 de octubre de 1945, la guerra había terminado y Mayall regresó a la investigación astronómica en el Observatorio Lick.

## Telescopio de 120 pulgadas (3.0 m)

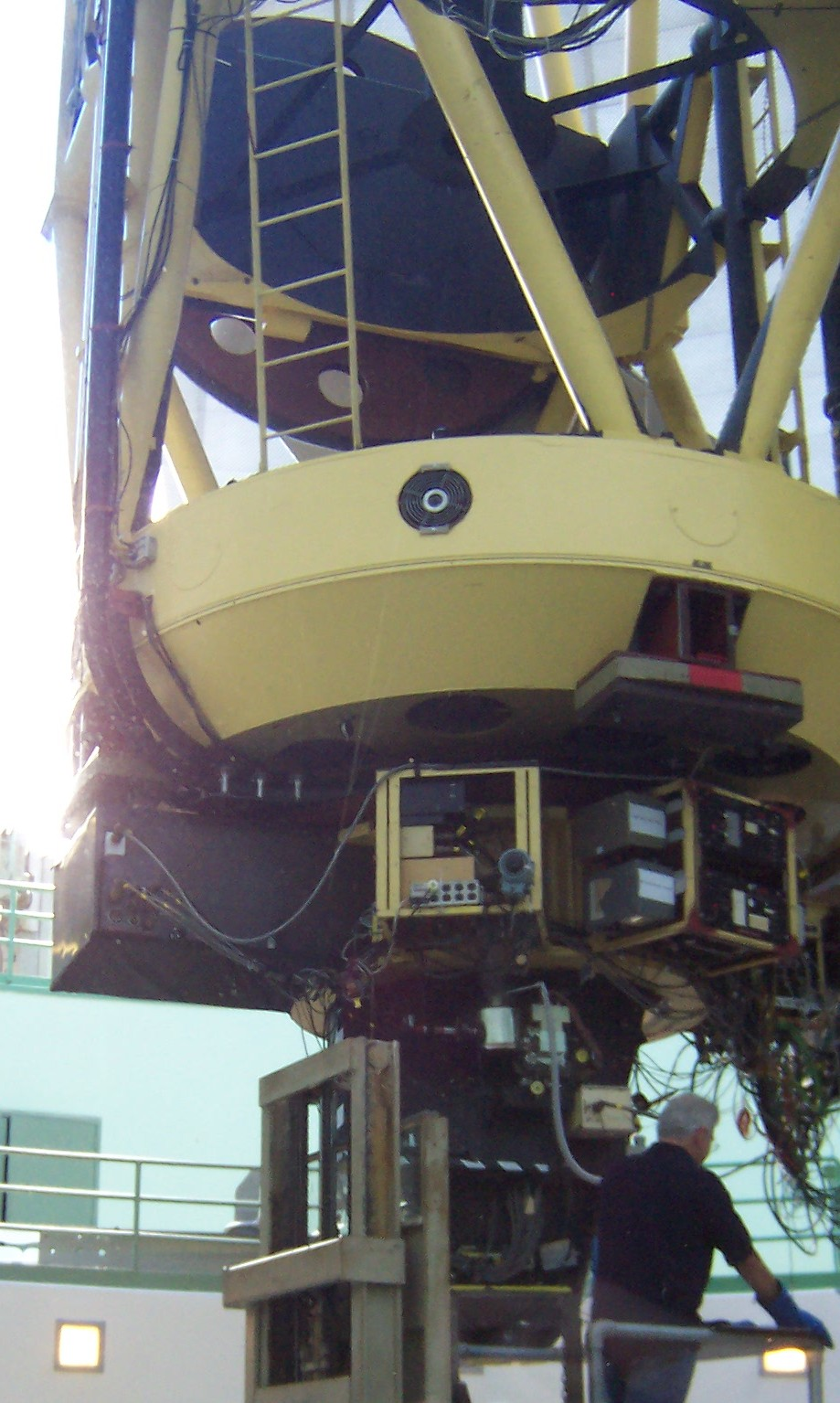
El telescopio Shane de, con la cúpula abierta para su mantenimiento

Durante la Segunda Guerra Mundial, Mayall se convirtió en una influencia importante en el futuro del Observatorio Lick. Desde 1931, cuando regresó a Lick y Berkeley después de servir dos años como asistente en el Monte Wilson, sintió firmemente que el Observatorio del Monte Hamilton necesitaba un telescopio más grande. Los astrónomos de Lick estaban orgullosos de su capacidad para lograr resultados importantes con los pequeños reflectores Crossley de 36 pulgadas (0,91 m). Su reducido tamaño se hizo evidente por primera vez en 1908, cuando el telescopio del Monte Wilson de 60 pulgadas (1,52 m) vio la primera luz. Esto se acentuó con la apertura del telescopio de 72 pulgadas (1,83 m) en el Observatorio Astrofísico Dominion en 1917, y con la apertura en 1919 del todavía más grande nuevo telescopio Hooker de 100 pulgadas (2,54 m) también en el Monte Wilson. Mayall era experto en trabajar con el pequeño telescopio Crossley, pero comprendió que nunca podría enfrentarse a un telescopio de la competencia que recolectaba una cantidad de luz nueve veces mayor. La situación empeoraría de nuevo cuando se completó el telescopio Hale de 200 pulgadas (5,08 m) en el Observatorio de Monte Palomar. Mayall y otros profesores jóvenes de Lick opinaban que los profesores más antiguos, como Moore y Wright, estaban demasiado comprometidos con los telescopios pequeños, y que deberían haberse esforzado más para obtener un reflector más grande.
Sin que Mayall lo supiera, el director del Observatorio Lick, William H. Wright, y su predecesor, Robert G. Aitken, habían intentado en secreto recaudar dinero para un reflector más grande, que reemplazara al reflector Crossley de 36 pulgadas (0,91 m), contactando con posibles donantes privados y tratando de conseguir que Robert Gordon Sproul, el presidente de la Universidad de California, incluyera un gran telescopio en el presupuesto de la institución. A pesar de los múltiples esfuerzos realizados, no lograron su propósito, principalmente debido a la Gran Depresión. En 1942, Sproul le propuso a Paul W. Merrill (que trabajaba en el Monte Wilson) suceder a Wright, pero sin éxito. Ofendido por la negativa, Sproul cambió su postura, y les dijo a los miembros del consejo de la universidad que tenían que encontrar una manera de recaudar dinero para un nuevo telescopio una vez que terminara la guerra, y se comprometió en secreto a nombrar director del observatorio a C. Donald Shane.
El plan para adquirir un gran telescopio se filtró alrededor de septiembre de 1944 a través del presupuesto de la Universidad. Wright y Joseph H. Moore (director interino de Lick en tiempos de guerra), pensaron en un reflector de 85 pulgadas (2,16 m) o de 90 pulgadas (2,29 m), basándose en el importe de los fondos previstos en el presupuesto por Sproul. Mayall y Gerald E. Kron enviaron una carta a Sproul representando a los miembros más jóvenes del personal de Lick, en la que solicitaron una reunión para discutir el tipo de telescopio que se construiría. Se reunieron con Sproul en su oficina de Los Ángeles en diciembre de 1944. Mayall habló de la necesidad clave de un telescopio de más de 90 pulgadas (2,29 m). Había visto en la tienda de óptica de Caltech en Pasadena, el disco de vidrio Pyrex casi completo de 120 pulgadas (3,05 m), que inicialmente se había planeado usar como óptica plana en la prueba de colimación automática del espejo de 200 pulgadas (5,08 m) del telescopio Hale, e instó a Sproul para que el telescopio Lick usase un espejo de ese tamaño. Para su sorpresa, Sproul estuvo de acuerdo.
Shane fue nombrado presidente de un comité formado por Sproul a principios de 1945, para planificar el nuevo reflector. Otros miembros del comité incluyeron a Mayall, Moore, Walter S. Adams e Ira S. Bowen. El comité funcionaba principalmente por correspondencia. La primera carta de Mayall ayudó a convencer a Shane de que 120 pulgadas (3,05 m) era factible, en lugar de solo 90 pulgadas (2,29 m). Mayall ayudó a cerrar la brecha entre el experimentado equipo de diseñadores de telescopios de Pasadena y Shane, que tenía más experiencia como administrador universitario y profesor. Adams y el oficial ejecutivo del proyecto de telescopio de 200 pulgadas (5,08 m), John August Anderson, compartieron sus experiencias, dibujos y planos con el comité de diseño de Lick. El 6 de marzo de 1945, con Mayall y Shane presentes, el comité decidió los parámetros básicos de lo que se convertiría en un instrumento de 120 pulgadas (3,05 m), el telescopio Shane. El 7 de marzo, Mayall se reunió con Shane, Wright y Moore (no presentes en la reunión del 6 de marzo) en el monte Hamilton para elegir la ubicación sobre la que construir el reflector.

## Investigación de posguerra en Lick

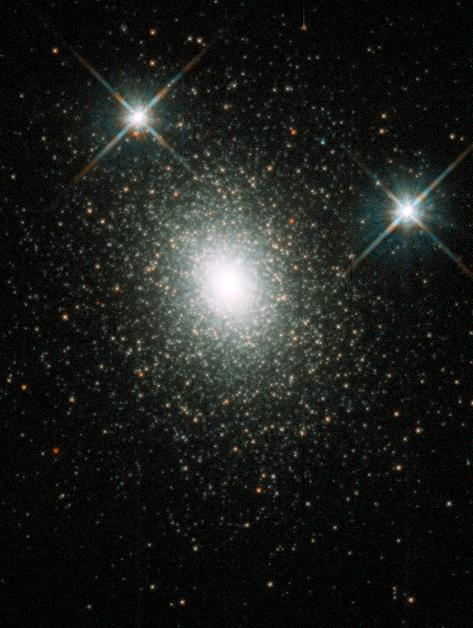
Imagen del telescopio espacial Hubble de Mayall II, un cúmulo globular en la galaxia de Andrómeda

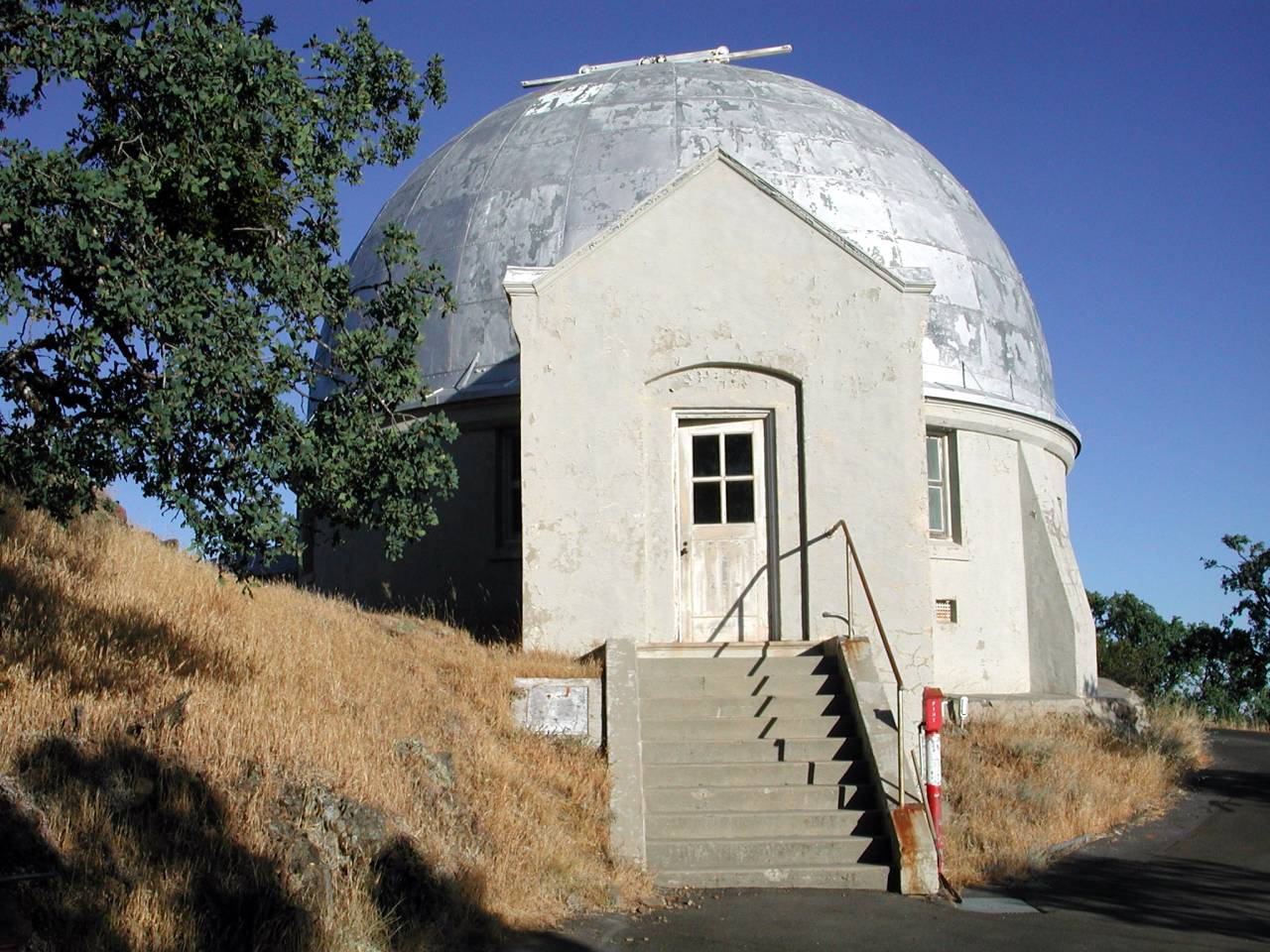
El telescopio Crossley de en el Observatorio Lick

Durante el largo período de construcción del telescopio de 120 pulgadas (3,05 m), Mayall continuó usando el reflector Crossley de 36 pulgadas (0,91 m) y centró sus esfuerzos en utilizar su espectrógrafo sin redijas, que estaba optimizado para cúmulos, galaxias y nebulosas extendidas de bajo brillo superficial. En 1946, completó su esfuerzo previo a la guerra para obtener espectros integrados de cúmulos globulares y publicó el trabajo. Su artículo fue clave para demostrar que el sistema de cúmulos globulares de la Vía Láctea comparte solo ligeramente la rotación galáctica que se encuentra en el disco aplanado de materia interestelar y estrellas jóvenes en nuestra galaxia. En 1948 descubrió por casualidad una supernova de tipo II mientras realizaba otras investigaciones.
Otra investigación realizada por Mayall incluyó la colaboración de 20 años (planteada en 1935 por Hubble) con Milton Humason, para recopilar valores de desplazamiento al rojo para todas las galaxias del norte más brillantes que la magnitud visual +13. Observó las galaxias más brillantes con el telescopio Crossley, mientras que Humason abordó las más débiles utilizando el instrumento del Monte Wilson de 100 pulgadas (2,54 m). Este trabajo se plasmó en un artículo de 1956, del que fue coautor con Humason y Allan Sandage, sobre la tasa de expansión del Universo. El documento enumeraba más de 800 valores de desplazamiento al rojo (300 determinados por Mayall) de galaxias, medidos desde 1935 hasta 1955 en Lick, Monte Wilson y Monte Palomar.
En Lick, también estudió la dinámica galáctica, como el movimiento de rotación de las galaxias de Andrómeda y del Tringuló. Presentó este trabajo en un simposio sobre la estructura de la Vía Láctea el 23 de junio de 1950, en la Universidad de Míchigan, en Ann Arbor. Este trabajo demostró la rotación interna propia de un cuerpo sólido y el movimiento Kepleriano externo. En 1953, junto con O.J. Eggen, identificó seis cúmulos globulares probables (incluido Mayall II) alrededor de la galaxia de Andrómeda en una placa Schmidt de 48 pulgadas expuesta en 1948 en Monte Palomar, que Hubble les proporcionó.
Gerry Kron se maravilló de la sensibilidad de los ojos de Mayall, que podía alcanzar hasta +17 de magnitud visual usando el telescopio de 36 pulgadas (0,91 m). La vista de Mayall se deterioró posteriormente, hasta el punto de que ya no podía leer. 
El nuevo telescopio de 120 pulgadas (3,05 m) comenzó a funcionar a principios de 1960. Mayall inmediatamente comenzó a usarlo, aunque dejó el Observatorio Lick en septiembre de ese mismo año.

## Observatorio Nacional de Kitt Peak

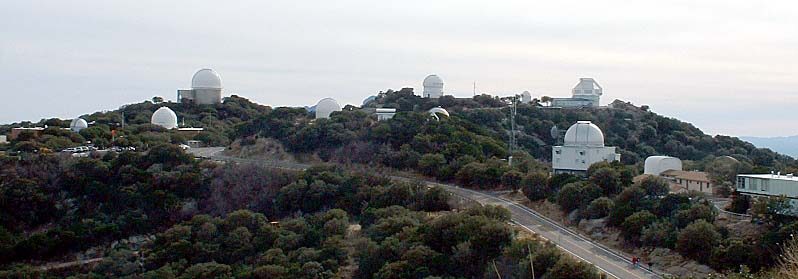
Vista general de algunos de los telescopios del Observatorio Nacional de Kitt Peak

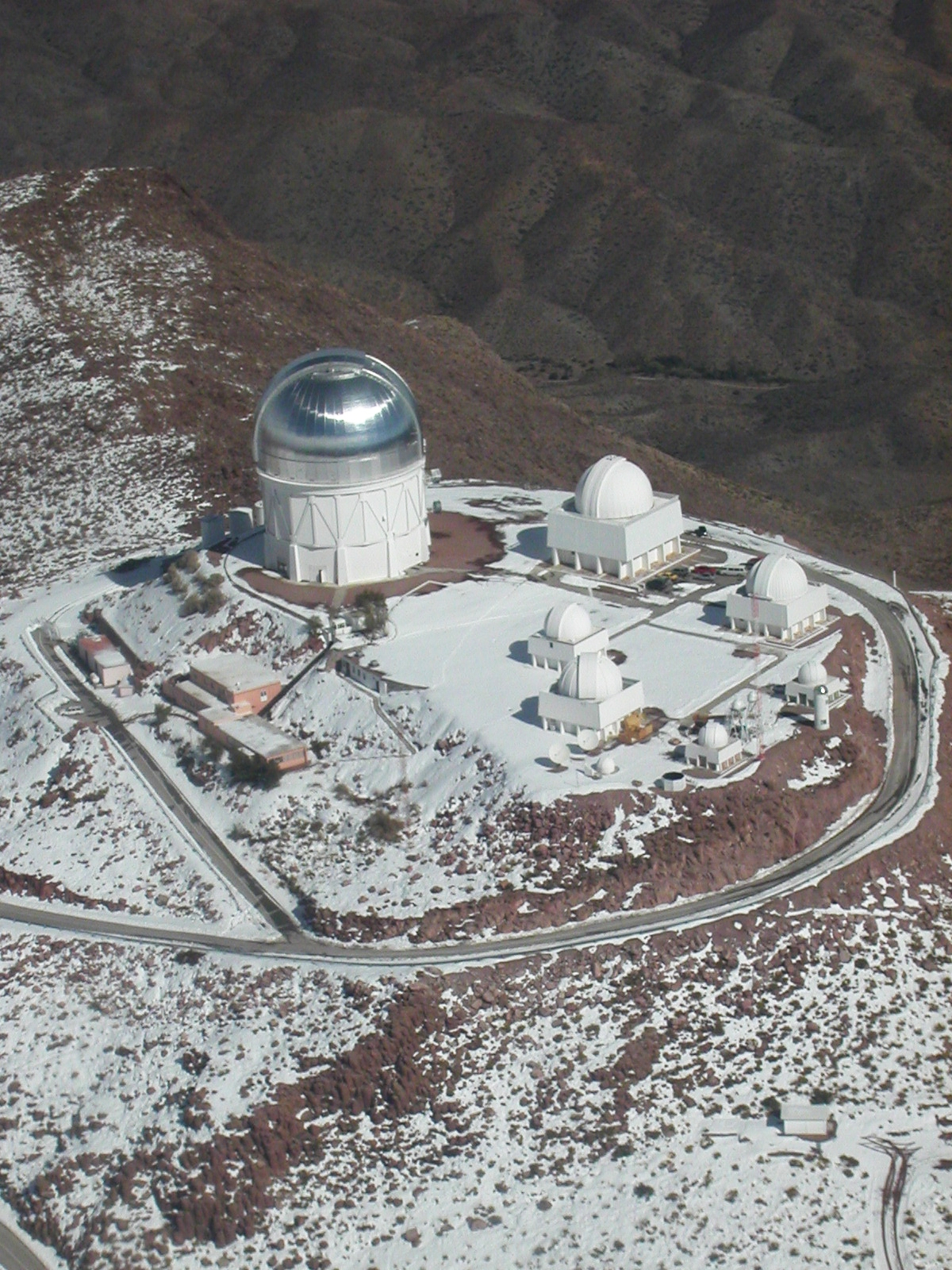
Vista aérea del Observatorio Interamericano del Cerro Tololo

Mayall se mudó de la Universidad de California (después de más de 25 años, en los que pasó de estudiante a astrónomo), para convertirse en el segundo director del Observatorio Nacional de Kitt Peak (ONKP). Con el apoyo financiero de la Fundación Nacional para la Ciencia, varias universidades habían formado un consorcio: la Asociación de Universidades para la Investigación en Astronomía (AURA). Su propósito era crear y ejecutar un observatorio de investigación para astrónomos estadounidenses. El primer director fue Aden B. Meinel, quien eligió un lugar cerca de Tucson a 7000 pies (2133,6 m) de altitud, Kitt Peak, y supervisó la construcción de su primer telescopio, un reflector de 84 pulgadas (2,13 m), que se completó en la primavera de 1960. 
Sin embargo, la junta de AURA decidió que Meinel no estaba bien preparado para el trabajo y eligió a Mayall para reemplazarlo el 1 de octubre de 1960, a pesar de que no tenía experiencia administrativa previa. Mayall había sido nombrado previamente (en 1958) como consultor de AURA, debido a su experiencia en la planificación del elescopioL ick de 120 pulgadas (3,05 m). El presidente de la junta era Shane, que representaba a la Universidad de California, y ayudó a convencer a Mayall de que aceptara la oferta.
Como director, Mayall supervisó la construcción del reflector de 4 metros (157,5 plg) de Kitt Peak. Todavía se estaba construyendo cuando se retiró en 1971, siendo completado en 1973, y recibiendo el nombre de Telescopio Nicholas U. Mayall en su honor. Mayall estuvo íntimamente involucrado en la expansión del observatorio nacional al hemisferio sur, en lo que finalmente se convirtió en el Observatorio Interamericano del Cerro Tololo (OICT). El telescopio Victor M. Blanco de 4 metros (157,5 plg) en el OICT (idéntico al telescopio Mayall en Kitt Peak) vio la primera luz en 1974 y se completó en 1976.

## Jubilación
Mayall se retiró en 1971, a la edad de 65 años, un evento que fue honrado por un simposio celebrado en su cumpleaños, el 8 de mayo. Durante su retiro, continuó desempeñando un papel activo en muchas organizaciones, incluido el comité general de Fermilab. Murió el 5 de enero de 1993 de complicaciones causadas por la diabetes. Sus cenizas se extendieron en lo alto de una cresta vacía de Kitt Peak. Mayall fue sobrevivido por su esposa de 58 años, Kathleen Boxall; por sus dos hijos: Bruce Ian Mayall (1939) y Pamela Ann Mayall; y por sus dos nietos: Shane Nicholas Oakes (1977) y Bryce Oakes Mayall (1979).

## Honores
Sociedades Honorarias
- Sigma Xi
- Phi Beta Kappa

Eponimia
- Cúmulos globulares:
  - Mayall II, Mayall III, Mayall IV, Mayall V, y Mayall VI
- Galaxias interactivas: Objetos de Mayall
- Planeta menor: (2131) Mayall
- Telescopio Mayall en el Observatorio Nacional de Kitt Peak

## Publicaciones
- Mayall, Nicholas Ulrich; Miles, Howard G.; Whipple, Fred Lawrence (1928), «Elements and ephemeris of comet k 1927 (Skjellerup)», Lick Observatory Bulletin 13: 120-2, Bibcode:1928LicOB..13..120M, doi:10.5479/ads/bib/1928licob.13.120m.
- Nicholson, Seth B.; Mayall, Nicholas U. (December 1930), «The Probable Value of the Mass of Pluto», Publications of the Astronomical Society of the Pacific 42 (250): 350, Bibcode:1930PASP...42..350N, doi:10.1086/124071.
- Nicholson, Seth B.; Mayall, Nicholas U. (January 1931), «Positions, Orbit, and Mass of Pluto», Astrophysical Journal 73: 1, Bibcode:1931ApJ....73....1N, doi:10.1086/143288.
- Mayall, Nicholas U. (1934), «A study of the distribution of extra-galactic nebulae based on plates taken with the Crossley reflector», Lick Observatory Bulletin 16 (458): 177-98, Bibcode:1934LicOB..16..177M, doi:10.5479/ADS/bib/1934LicOB.16.177M.
- Mayall, Nicholas U. (June 1934), «The spectrum of the spiral nebula NGC 4151», Publications of the Astronomical Society of the Pacific 46 (271): 134-38, Bibcode:1934PASP...46..134M, doi:10.1086/124429.
- Mayall, Nicholas U. (December 1935), «An extra-galactic object 3° from the plane of the galaxy», Publications of the Astronomical Society of the Pacific 47 (280): 317-8, Bibcode:1935PASP...47..317M, doi:10.1086/124631.
- Mayall, Nicholas U. (February 1936), «A low dispersion UV glass spectrograph for the Crossley reflector», Publications of the Astronomical Society of the Pacific 48 (281): 14-8, Bibcode:1936PASP...48...14M, doi:10.1086/124645.
- Mayall, Nicholas U. (April 1937), «The spectrum of the Crab nebula in Taurus», Publications of the Astronomical Society of the Pacific 49 (288): 101-5, Bibcode:1937PASP...49..101M, doi:10.1086/124777.
- Mayall, Nicholas U. (1939), «The Crab nebula, a probable supernova», Astronomical Society of the Pacific Leaflets 3 (119): 145-54, Bibcode:1939ASPL....3..145M.
- Mayall, Nicholas U.; Aller, Lawrence Hugh (April 1939), «Emission nebulosities in the spiral nebula Messier 33», Publications of the Astronomical Society of the Pacific 51 (300): 112-4, Bibcode:1939PASP...51..112M, doi:10.1086/125017.
- Mayall, Nicholas U. (1939), «The occurrence of λ 3727 [O II] in the spectra of extragalactic nebulae», Lick Observatory Bulletin 19 (497): 33-9, Bibcode:1939LicOB..19...33M, doi:10.5479/ads/bib/1939licob.19.33m.
- Mayall, Nicholas U.; Aller, Lawrence Hugh (August 1940), «The rotation of the spiral nebula Messier 33», Publications of the Astronomical Society of the Pacific 52 (308): 278, Bibcode:1940PASP...52..278M, doi:10.1086/125186.
- Moore, Joseph Haines; Mayall, Nicholas U.; Chappell, James F. (1940), «Astronomical Photographs Taken at the Lick Observatory», [Mount Hamilton? Calif., 1941] 6, Bibcode:1941aptl.book.....M.
- Mayall, Nicholas U.; Wyse, Arthur Bambridge (April 1941), «Increased speed of two Lick Observatory spectrographs treated with non-reflecting films», Publications of the Astronomical Society of the Pacific 53 (312): 120-2, Bibcode:1941PASP...53..120M, doi:10.1086/125281.
- Mayall, Nicholas U. (April 1941), «The radial velocity of IC 10», Publications of the Astronomical Society of the Pacific 53 (312): 122-24, Bibcode:1941PASP...53..122M, doi:10.1086/125282.
- Hubble, Edwin; Mayall, Nicholas U. (9 de mayo de 1941), «Direction of rotation of spiral nebulae», Science, Abstracts of Papers Presented at the Annual Meeting 93 (2419): 433-443, Bibcode:1941Sci....93..433., doi:10.1126/science.93.2419.433.
- Mayall, Nicholas U.; Aller, Lawrence Hugh (1942), «The rotation of the spiral nebula Messier 33», Astrophysical Journal 95: 5-23, Bibcode:1942ApJ....95....5M, doi:10.1086/144369.
- Wyse, Arthur Bambridge; Mayall, Nicholas U. (January 1942), «Distribution of mass in the spiral nebulae Messier 31 and Messier 33», Astrophysical Journal 95: 24-43, Bibcode:1942ApJ....95...24W, doi:10.1086/144370.
- Mayall, Nicholas U.; Oort, Jan Hendrik (April 1942), «Further data bearing on the identification of the Crab nebula with the supernova of 1054 A.D. Part II. The astronomical aspects», Publications of the Astronomical Society of the Pacific 54 (318): 95-104, Bibcode:1942PASP...54...95M, doi:10.1086/125410.
- Mayall, Nicholas U. (September 1946), «The Radial Velocities of Fifty Globular Star Clusters», Astrophysical Journal 104: 290, Bibcode:1946ApJ...104..290M, doi:10.1086/144856.
- Baade, Walter; Mayall, Nicholas U. (August 16–19, 1949), «Distribution and motions of gaseous masses in spirals», Problems of Cosmical Aerodynamics; Proceedings of a Symposium on the Motion of Gaseous Masses of Cosmical Dimensions Held at Paris. UNESCO Meeting Jointly Sponsored by the International Astronomical Union and the International Union of Theoretical and Applied Mechanics: 165-84, Bibcode:1951pca..conf..165B.
- Mayall, Nicholas U. (1951), «Comparison of rotational motions observed in the spirals M 31 and M 33 and in the Galaxy», Publications of the Observatories of the University Michigan 10: 19-24, Bibcode:1951POMic..10...19M.
- Humason, Milton L.; Mayall, Nicholas U.; Sandage, Allan R. (1956), «Redshifts and magnitudes of extragalactic nebulae», The Astronomical Journal 61 (3): 97-162, Bibcode:1956AJ.....61...97H, doi:10.1086/107297.
- Morgan, William Wilson; Mayall, Nicholas U. (August 1957), «A spectral classification of galaxies», Publications of the Astronomical Society of the Pacific 69 (409): 291-303, Bibcode:1957PASP...69..291M, doi:10.1086/127075.
- Mayall, Nicholas U.; Vasilevskis, Stanislaus (June 1960), «Quantitative tests of the Lick Observatory 120-inch mirror», Astronomical Journal 65: 304-17, Bibcode:1960AJ.....65..304M, doi:10.1086/108250.
- Kron, Gerald E.; Mayall, Nicholas U. (1960), «Photoelectric photometry of galactic and extragalactic star clusters», Astronomical Journal 65: 581-620, Bibcode:1960AJ.....65..581K, doi:10.1086/108306.
- Mayall, Nicholas U. (July 1962), «The story of the Crab nebula», Science 137 (3524): 91-102, Bibcode:1962Sci...137...91M, PMID 17837092, doi:10.1126/science.137.3524.91.
- Mayall, Nicholas U.; de Vaucouleurs, Antoinette (August 1962), «Redshifts of 92 galaxies», Astronomical Journal 67: 363-69, Bibcode:1962AJ.....67..363M, doi:10.1086/108740.
- Mayall, Nicholas U.; Lindblad, Per Olef (October 1970), «Mean rotational velocities of 56 galaxies», Astronomy and Astrophysics 8: 364-74, Bibcode:1970A&A.....8..364M.